# Lipocarpha perspicua
Lipocarpha perspicua är en halvgräsart som beskrevs av Sheila Spenser Hooper. Lipocarpha perspicua ingår i släktet Lipocarpha och familjen halvgräs.
Artens utbredningsområde är Angola. Inga underarter finns listade i Catalogue of Life.